# Бурцев, Константин Иванович
Константин Иванович Бу́рцев (13 [26] июня 1909, Севастополь, Таврическая губерния — 30 июня 1993, Москва) — инженер-металлург, организатор металлургического производства. Лауреат трёх Сталинских премий.

## Биография
Родился 13 (26) июня 1909 года в Севастополе. В 1931 году окончил Донской политехнический институт (Керчь) и аспирантуру Днепропетровского металлургического института (1935).
С 1936 работал на Магнитогорском металлургическом комбинате имени И. В. Сталина: заместитель начальника штрипсового цеха, начальник проволочно-штрипсового цеха, заместитель главного инженера (начальник производственного отдела), в 1943—1951 годах — главный инженер.
В 1951—1957 годах директор Челябинского металлургического комбината. В этот период введены в строй:
- цеха по ремонту прокатного оборудования и металлургических печей, весовой, сортопрокатный № 1, мартеновский № 1, подготовки составов, столовых приборов, ремонта металлургического оборудования;
- доменные печи № 3 и 4, коксовая батарея № 6, аглофабрика;
- построен Дворец культуры металлургов.

В 1957—1966 начальник управления чёрной металлургии, председатель Челябинского совнархоза, председатель Кемеровского СНХ.
С 1966 работал в Министерстве чёрной металлургии СССР, в отделе металлургии СЭВ: курировал строительство металлургических комбинатов в Болгарии, Венгрии, ГДР, Польше, Чехословакии.
Избирался делегатом XIX съезда КПСС (1952).
Умер 30 июня 1993 года. Похоронен в Москве на Троекуровском кладбище.

## Награды и премии
- Сталинская премия второй степени (1943) — за коренное усовершенствование технологии производства сложных профилей проката, обеспечившее увеличение выпуска военной продукции;
- Сталинская премия второй степени (1948) — за разработку и осуществление схемы комплексной автоматизации прокатного стана, обеспечившей значительное повышение его производительности и снижение брака проката;
- Сталинская премия второй степени (1951) — за коренное усовершенствование технологии и управления производством на ММК имени И. В. Сталина;
- три ордена Ленина;
- орден Трудового Красного Знамени (1945);
- орден «Знак Почёта» (1941);
- орден Возрождения Польши IV степени;
- медали.